# Bramau
El Bramau és un riu d'Alemanya que neix a Bad Bramstedt de l'aiguabarreig de l'Osterau amb el Hudau, a l'estat de Slesvig-Holstein. Prop de Wittenbergen desguassa a l'Stör, un afluent dret de l'Elba. Al seu curs inferior també es diu Stellau.
Junts amb els seus rius fonts és navegable amb canoa. Fins als anys 1840 hi havia navegació comercial amb petites embarcacions (anomenades Ever) que només podien pujar el riu amb marea alta, principalment per al transport de torba. L'ensorrament creixent va dificultar la navegació i el darrere vaixell va atracar a Stellau el 1862/63.
A Wittenbergen, a l'indret d'un antic gual es va construir des de l'edat mitjana un pont, el Rote Brücke (pont vermell), el nom del qual provindria segons la llegenda d'una batalla durant la Guerra dels Trenta Anys quan la sang dels soldats que defenien contra els atacs dels suecs hauria envermellit el riu.
El nom que significa «riu als esbarzers» és compost de la paraula baix alemanya bram que significa esbarzer (que es torna a trobar també en el nom de la ciutat on neix, Bramstedt que vol dir assentament al mig dels esbarzers) i -au que significa «aigua, rec, riu».

## Afluents
A més dels dos rius fonts, només té un únic afluent major, el Ramshornbek que desemboca al marge dret entre els pobles de Histzhusen in Förden-Bar.
| Poble                          | afluent esquerre | afluent dret | coordenades desembocadura                            |
| ------------------------------ | ---------------- | ------------ | ---------------------------------------------------- |
| Bad Bramstedt                  | Osterau          |              | 53° 55′ 08″ N, 9° 52′ 45″ E / 53.918787°N,9.87923°E  |
| Bad Bramstedt                  |                  | Hudau        | 53° 55′ 08″ N, 9° 52′ 45″ E / 53.918787°N,9.87923°E  |
| Entre Hitzhusen i Föhrden-Barl | Ramshornbek      |              | 53° 55′ 31″ N, 9° 49′ 44″ E / 53.925159°N,9.828764°E |